# 112
112 (CXII) var ett skottår som började en torsdag i den julianska kalendern.

## Händelser

### Okänt datum
- Trajanus blir konsul i Rom.
- Tacitus blir guvernör över den romerska provinsen Asia i Anatolien.
- Hadrianus efterträder Gaius Julius Cassius Steirieus som arkont av Aten.
- Salonina Matidia får titeln Augusta.
- Kung Jima efterträder kung Pasa av Silla som härskare över Korea.

## Avlidna
- Pasa, kung av det koreanska kungariket Silla